# Justus Weigand
Pour les articles homonymes, voir Weigand.
Justus Weigand né le 20 avril 2000 à Nuremberg, est un joueur de hockey sur gazon allemand qui joue comme attaquant pour le Mannheimer HC et l'équipe nationale d'Allemagne.